# Clodoveo IV
Clodoveo IV (o Clodoveo III si al otro Clodoveo III se le considera un usurpador) era hijo de Teoderico III y rey de los Francos de 691 a 694. Asumió el trono a la edad de trece años y murió cuando sólo tenía diecisiete años, por eso durante todo su reino era una marioneta del mayordomo de palacio.